# SMS Tiger (1887)
O SMS Tiger foi um cruzador torpedeiro operado pela Marinha Austro-Húngara. Seu batimento de quilha ocorreu em outubro de 1886 na Stabilimento Tecnico Triestino em Trieste e foi lançado ao mar em junho de 1887, sendo comissionado na frota austro-húngara em março do ano seguinte. Era armado com uma bateria principal composta por quatro canhões de 120 milímetros e quatro tubos de torpedo de 350 milímetros, tinha um deslocamento de pouco mais de mil toneladas e meia e conseguia alcançar uma velocidade máxima de dezoito nós (33 quilômetros por hora).
O Tiger teve uma carreira sem grandes incidentes, sendo ativado apenas nos meses de junho e julho para manobras anuais de treinamento da frota. Visitou alguns portos estrangeiros e em 1897 participou de um bloqueio de Creta, na Guerra Ítalo-Turca. Foi convertido em um iate em 1906 e renomeado para SMS Lacroma. O navio não foi empregado de forma significativa na Primeira Guerra Mundial, em vez disso sendo usado como alojamento flutuante a partir de 1916. Depois da derrota austro-húngara, foi entregue à Itália como prêmio de guerra e desmontado em 1920.

## Desenvolvimento
O vice-almirante barão Maximilian Daublebsky von Sterneck, o Comandante da Marinha Austro-Húngara, delineou em 8 de setembro de 1884 os requerimentos para um cruzador torpedeiro. Tal embarcação deveria ter uma proa reforçada para abalroamentos e torpedos para ataques contra navios maiores. Esses cruzadores deveriam ser pequenos e rápidos para realizarem patrulhas e ações de reconhecimento. Os dois primeiros navios do programa, a Classe Panther, foram construídos no Reino Unido para que os austro-húngaros adquirissem experiência na construção de cruzadores pequenos. O programa foi supervisionado pelo engenheiro naval Siegfried Popper, que recebeu em julho de 1885 a tarefa de projetar um terceiro cruzador para ser construído nacionalmente. A Classe Panther acabou servindo de base para o que se tornaria o SMS Tiger. O comissão foi reunida em 16 de setembro para discutir os parâmetros da nova embarcação; dentre as questões estava se o navio replicaria a Classe Panther ou se seria um projeto totalmente novo. O contra-almirante Alexander Eberan von Eberhorst, que chefiava a comissão, instruiu Popper de que o navio deveria ter uma velocidade de pelo menos dezesseis nós (trinta quilômetros por hora) e ser armado com os mesmos dois canhões de 120 milímetros da Classe Panther, mas poderia ser aproximadamente 51 toneladas mais pesado.
A Seção Naval do Ministério da Guerra pediu propostas da Stabilimento Tecnico Triestino e da britânica Armstrong Mitchell, que tinha construído a Classe Panther. A proposta britânica tinha quatro canhões de 120 milímetros e era ligeiramente mais comprida que a Classe Panther, permitindo melhores linhas para o casco e menor resistência hidrodinâmica. O projeto austro-húngaro era um pouco menor, mas de forma geral bem similar ao da Armstrong Mitchell. As duas empresas garantiram uma velocidade de dezessete nós (31 quilômetros por hora) normalmente e dezoito nós (33 quilômetros por hora) forçando os motores. A marinha determinou que a proposta britânica reduziria a manobrabilidade e que o casco seria muito leve, assim a proposta da Stabilimento Tecnico Triestino foi escolhida em 16 de março de 1886. O contrato foi firmado em 25 de maio pelo valor de 780 mil guldens; ele estipulava uma velocidade mínima de dezoito nós mais bônus para cada um décimo de nó acima de 18,5 nós (34,3 quilômetros por hora). Popper ainda estava no Reino Unido supervisionando a finalização da Classe Panther, voltando para casa a fim de supervisionar a construção do Tiger. Foi decidido aumentar um pouco o comprimento do casco antes do início das obras para que houvesse mais espaço para as caldeiras. Boa parte do aço usado no casco foi produzido na Áustria-Hungria, mas alguns materiais foram comprados de siderúrgicas britânicas.

## Características
O Tiger tinha 74,16 metros de comprimento da linha de flutuação e 76,02 metros de comprimento de fora a fora. Sua boca era de 10,6 metros e o calado de 4,3 metros, enquanto seu deslocamento ficava entre 1 684 e 1 707 toneladas. Sua tripulação tinha treze oficiais e 175 marinheiros, mas depois diminuiu para 177 oficiais e marinheiros.
O sistema de propulsão consistia em dois motores a vapor compostos verticais de dois cilindros, com o vapor provindo de quatro caldeiras, cuja exaustão era unida e despejada por meio de duas chaminés a meia-nau. Os motores giravam duas hélices. Eles podiam produzir 6 222 cavalos-vapor (4 576 quilowatts) de potência para uma velocidade máxima de 19,2 nós (35,6 quilômetros por hora), porém sua velocidade de serviço era de dezoito nós a partir de 5 692 cavalos-vapor (4 186 quilowatts). A embarcação podia carregar até 327 toneladas de carvão, o que lhe dava uma autonomia de 1 260 milhas náuticas (2 330 quilômetros) a uma velocidade de dezessete nós (32 quilômetros por hora).
O cruzador era armado com quatro canhões Krupp calibre 35 de 120 milímetros em montagens únicas colocados em plataformas ao lado das chaminés e logo atrás do mastro de ré. Seu armamento secundário tinha seis canhões de disparo rápido de 47 milímetros e quatro canhões revólver de 47 milímetros, ambos os modelos produzidos pela Hotchkiss. Também foi equipado com quatro tubos de torpedo de 350 milímetros. Os tubos foram instalados individualmente: um na proa, um na popa e um em cada lateral. A maioria de seus armamentos foram removidos quando foi convertido em iate em 1906, com exceção dos seis canhões de disparo rápido de 47 milímetros.

## História

### Início de serviço
O batimento de quilha do Tiger ocorreu em 5 de outubro de 1886 na Stabilimento Tecnico Triestino em Trieste e foi lançado ao mar em 28 de junho de 1887. A finalização foi atrasada por problemas de produção do fornecedor doméstico de aço, já que os materiais enviados inicialmente não cumpriam dos requerimentos de força. A Stabilimento Tecnico Triestino o rejeitou e pediu por aço de maior qualidade, forçando o estaleiro a informar a Seção Naval em 20 de setembro de 1887 de que não seria capaz de cumprir sua data de entrega. Os trabalhos de equipagem foram concluídos e a embarcação ficou pronta para testes marítimos em fevereiro de 1888. Durante testes de velocidade o Tiger alcançou 19,24 nós (35,65 quilômetros por hora) forçando os motores e 18,24 nós (33,78 quilômetros por hora) em potência normal, garantindo à Stabilimento Tecnico Triestino seu bônus. Depois disso seus canhões e tubos de torpedo foram instalados. Foi comissionado na frota no final de março. O capitão de fragata arquiduque Carlos Estêvão foi seu primeiro oficial comandante. A primeira função do navio foi como líder de flotilha para barcos torpedeiros durante as manobras anuais da frota entre 12 de junho e 24 de julho.
O Tiger participou da segunda metade dos exercícios anuais da frota de 13 de junho a 16 de julho de 1889, realizados próximos do litoral da Dalmácia. As manobras testaram novos desenvolvimentos táticos, incluindo o abandono da tradicional formação da linha de batalha em favor de uma disposição en echelon em grupos pequenos de quatro embarcações. O cruzador participou das manobras de verão em 1890, partindo então para um grande cruzeiro pelo norte europeu. O imperador Guilherme II da Alemanha tinha convidado a Marinha Austro-Húngara a participar dos exercícios anuais da Marinha Imperial Alemã em agosto. O Tiger se juntou aos ironclads SMS Kronprinz Erzherzog Rudolf e SMS Kronprinzessin Erzherzogin Stephanie, mais o cruzador protegido SMS Kaiser Franz Joseph I para a viagem até a Alemanha, com a esquadra estando sob o comando do contra-almirante Johann von Hinke. As embarcações fizeram no caminho visitas a Gibraltar e Reino Unido; durante esta última, os navios participaram da Regata de Cowes, onde foram revistados pela rainha Vitória. Eles também pararam em Copenhague na Dinamarca e em Karlskrona na Suécia. Os austro-húngaros permaneceram na Alemanha de 29 de agosto a 3 de setembro, participando de uma revista naval. Na viagem de volta visitaram Cherbourg na França e Palermo na Itália. A Marinha Austro-Húngara considerou a viagem um grande sucesso. O Tiger foi destacado da esquadra em 13 de outubro, pouco após seu retorno, e descomissionado em Pola no dia 26.
Pelos quatro anos seguintes ele permaneceu na reserva, sendo reativado apenas periodicamente para os exercícios anuais da frota, com exceção de 1893, quando não foi reativado em momento algum. O Tiger liderou nas manobras de 1892 uma flotilha que incluía os barcos torpedeiros SMS Trabant e SMS Planet, o navio depósito SMS Pelikan e mais outros doze navios menores durante a segunda fase dos exercícios. O cruzador passou 1895 e 1896 na reserva, passando neste último ano por uma reforma que incluiu seus motores e caldeiras. Além disso, seus canhões de disparo rápido originais de 47 milímetros foram substituídos por novas versões calibre 44.

### Resto de carreira
O navio foi enviado para a ilha de Creta em fevereiro de 1897 para servir na Esquadra Internacional, uma força multinacional composta por navios da Marinha Austro-Húngara, Marinha Nacional Francesa, Marinha Imperial Alemã, Marinha Real Italiana, Marinha Imperial Russa e Marinha Real Britânica que intervieram em uma revolta grega contra o domínio otomano. O Tiger chegou como parte do contingente austro-húngaro, que também tinha o Kronprinzessin Erzherzogin Stephanie, o cruzador blindado SMS Kaiserin und Königin Maria Theresia, os cruzadores torpedeiros SMS Sebenico e SMS Leopard, três contratorpedeiros e oito barcos torpedeiros, o terceiro maior contingente da Esquadra Internacional depois daqueles do Reino Unido e Itália. Nesse período, enquanto o Tiger estava ancorado próximo de Císsamos, uma tempestade forte ameaçou jogá-lo contra terra. Sua tripulação precisou cortar a corrente de sua âncora para que a embarcação pudesse se refugiar na ilha de Grambússa; mergulhadores posteriormente encontraram a âncora. A Esquadra Internacional operou na área ao redor de Creta até dezembro de 1898, porém a Áustria-Hungria tinha retirado seus navios no fim de março, tendo ficado insatisfeita pela decisão de criar um Estado de Creta autônomo sob a suserania do Império Otomano. O cruzador chegou em Pola em 31 de março e foi colocado na reserva.

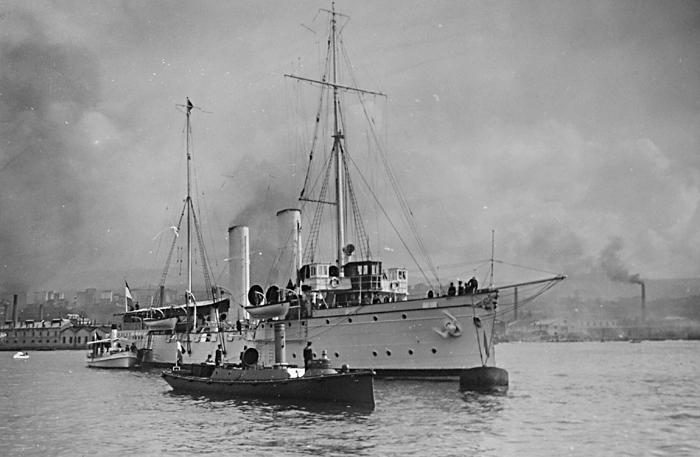
O Lacroma em 1906

O Tiger foi reativado em 29 de maio de 1900 e designado no dia seguinte como atuar como a capitânia da II Divisão. Ele serviu nessa função por apenas três meses durante o período de treinamento de verão, retornando então para a frota de reserva. A embarcação recebeu em 1901 pequenas projeções nas laterais de seu casco a fim de reduzir sua tendência a balançar excessivamente em mares bravios. Além disso, um dínamo de cinco cavalos-vapor, um sistema de controle de vapor e luzes elétricas também foram instaladas. O cruzador participou dos exercícios de treinamento de verão em 1902 e 1903, voltando para a reserva em 15 de setembro de 1903. A Marinha Austro-Húngara começou em 1903 a considerar o que fazer com o Tiger, que então estava com quinze anos de idade, pelo restante de sua carreira. Quatro opções foram consideradas durante uma reunião ocorrida em 19 de fevereiro de 1904: manter o navio armado com sua bateria original, desarmá-lo completamente, substituir suas armas com versões mais novas calibre 40 ou substituí-las por canhões calibre 45 de 66 milímetros. A Seção Naval acabou rejeitando todas as propostas, pois as caldeiras estavam nessa altura em condição muito ruim. Em vez disso, foi decidido convertê-lo em um iate para o almirantado, pois a embarcação tinha pouquíssimo valor de combate. Além disso, o iate anterior, o Pelikan, seria convertido em um navio depósito para a escola de treinamento de torpedos. O plano foi preparado em junho e os trabalhos seriam feitos pelo Arsenal Naval de Pola. As obras de conversão ocorreram entre 1905 e 1906 e o navio foi renomeado para SMS Lacroma em 29 de janeiro de 1906. Seu armamento foi reduzido a seis canhões de disparo rápido de 47 milímetros, enquanto as plataformas de sua antiga bateria principal foram removidas.
O Lacroma passou por testes marítimos a partir de 9 de julho de 1909. Foi depois designado para sua função como iate do almirante Rudolf Montecuccoli, o Comandante da Marinha Austro-Húngara. O navio não teve serviço significativo durante a Primeira Guerra Mundial. Foi desarmado em 1915 e a partir do ano seguinte usado como alojamento flutuante para tripulações alemãs de u-boots em Pola. A Áustria-Hungria foi derrotada em novembro de 1918 e a embarcação inicialmente entregue ao Estado dos Eslovenos, Croatas e Sérvios. Forças italianas exigiram em 5 de novembro que todas as embarcações em posse dos iugoslavos fossem entregues, porém o contra-almirante Metodije Koch protestou diante do Conselho Naval Aliado. O pedido de Koch para manter o controle de todos os navios foi negado, com exceção do Lacroma. Entretanto, o destino da antiga frota austro-húngara foi determinado na Conferência de Paz de Paris. O iate foi entregue à Itália como prêmio de guerra e desmontado em 1920.